# Stogi
Stogi, kašubsky Bùdë a dříve polsky Sianki, Heibudy či německy Heybude, Heibuden, jsou přímořský městský obvod ve východní části města Gdaňsk v Polsku. Geograficky se nachází na ostrově Wyspa Portova na pobřeží Gdaňského zálivu Baltského moře a na pravém břehu řeky Martwa Wisła v Pomořském vojvodství v mezoregionech Viselská kosa a Żuławy Wiślane.

## Historie
Dříve to byla zemědělská a rybářská vesnice. Ulice Tamka (dříve Dammstrasse), která se nachází uvnitř čtvrti, je fragmentem nejstarší cesty na Viselskou kosu, která vede podél Visly východním směrem. Oblíbenou rekreační destinací se Stogi staly po vybudování přímého spojení s Gdaňskem přes most Siennik (otevřen 8. června 1912). V letech 1925-1927 byla vybudována plně dvoukolejná vysokokapacitní tramvajová trať z centra města do Stog, která byla zakončena konečnou stanicí u pláže Stogi a která funguje doposud. Do roku 2011 byly Stogi součástí městského obvodu Przeróbka.

## Popis
Stogi plošně zabírají největší část ostrova Wyspa Portova. Obytná část je ze severu a východu obklopena městským lesem (Las Miejski). Největším jezerem je zde Pusty Staw a jsou zde také písečné pláže a duny, tramvajová doprava, krytý plavecký bazén, kostel Kościół parafialny Parafii rzymskokatolickiej Świętej Rodziny, velký mořský přístav Port Północny, malé přístavy, pozůstatky vojenských bunkrů, Camping Stogi a bohaté zázemí pro místní obyvatele a turisty. V roce 2021 zde trvale žilo 9832 obyvatel.

## Další informace
Přes Stogi vede turistická trasa Szlak Fortyfikacji Nadmorskich a několik cyklostezek.

## Galerie

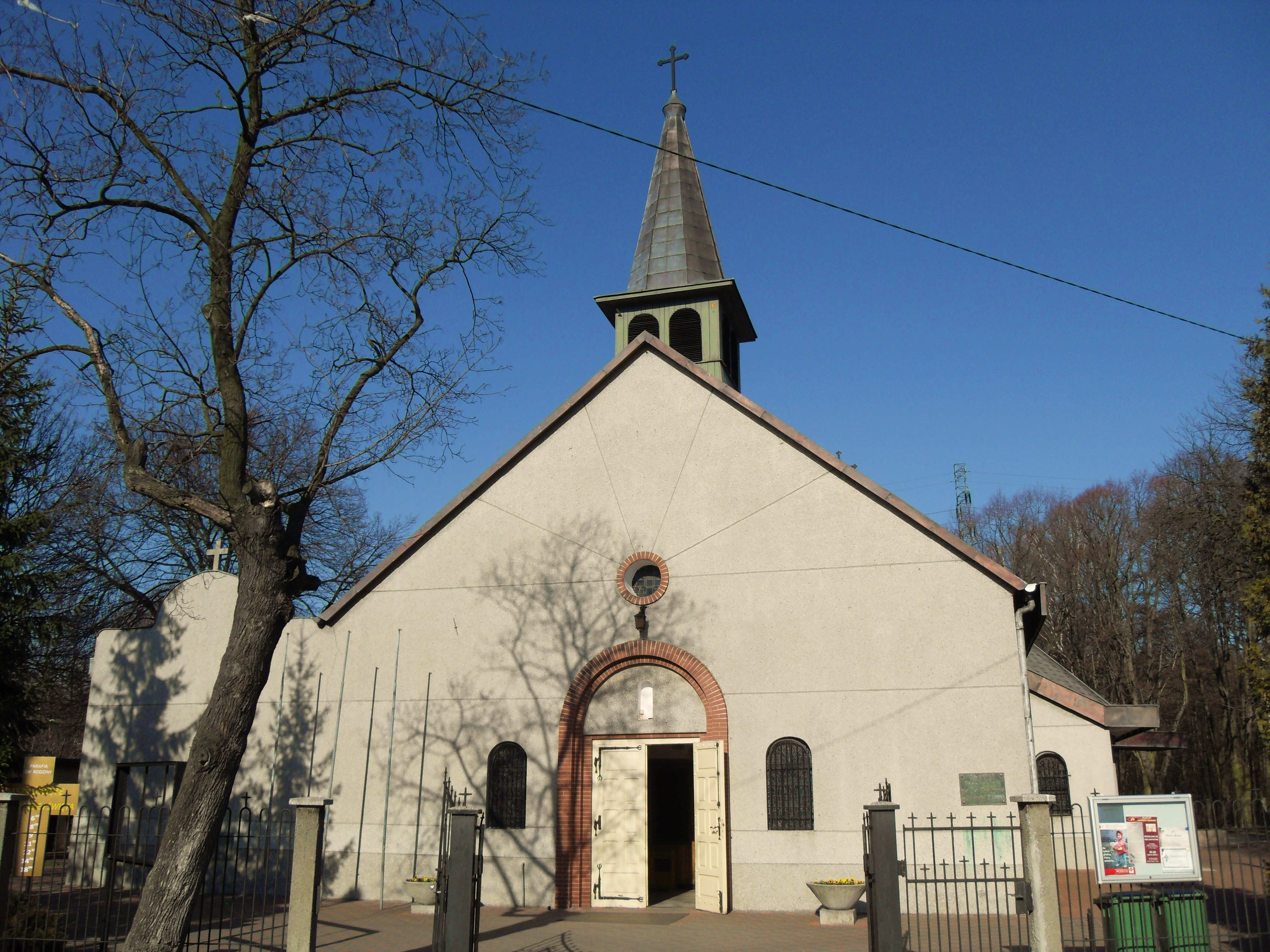
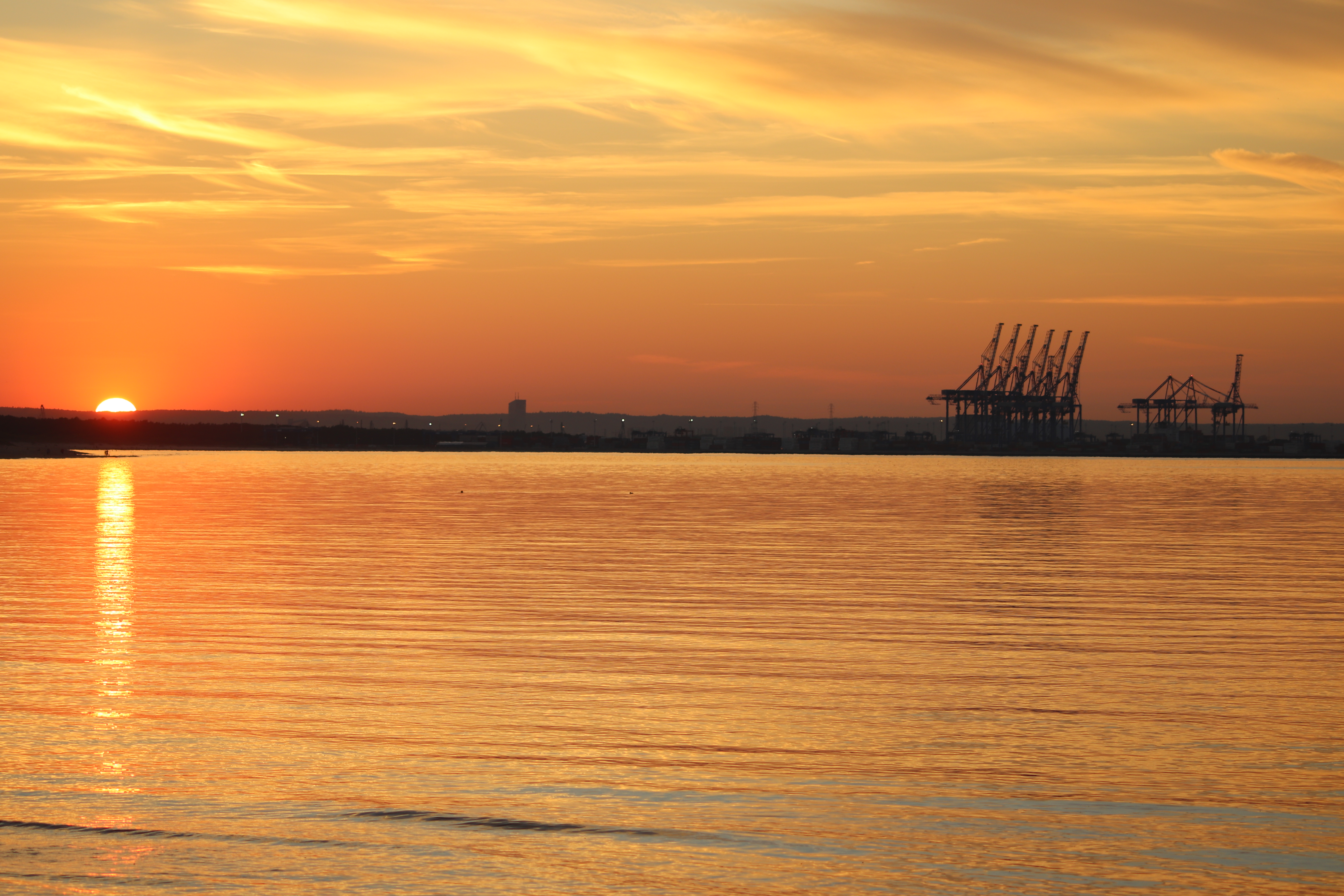
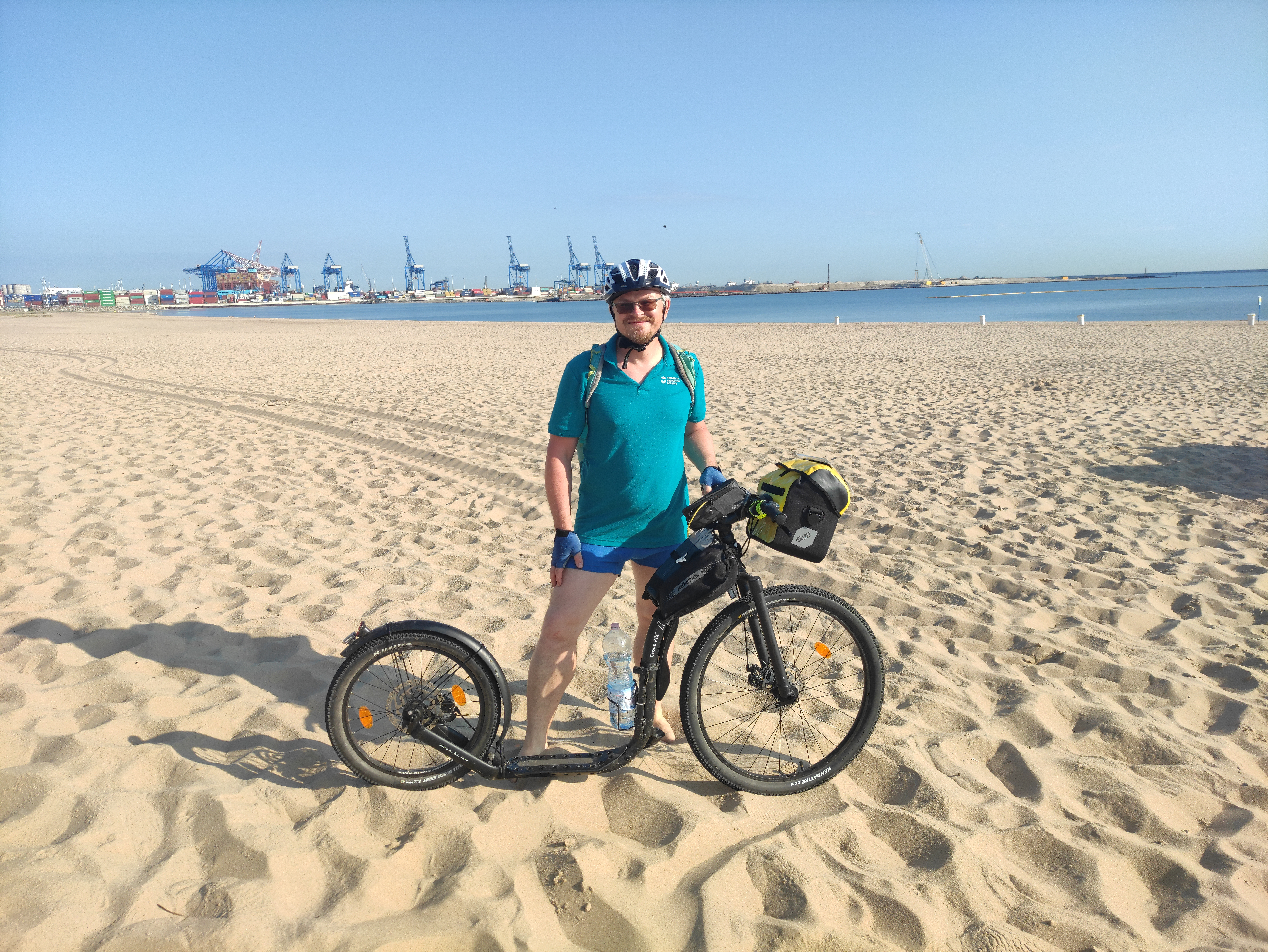
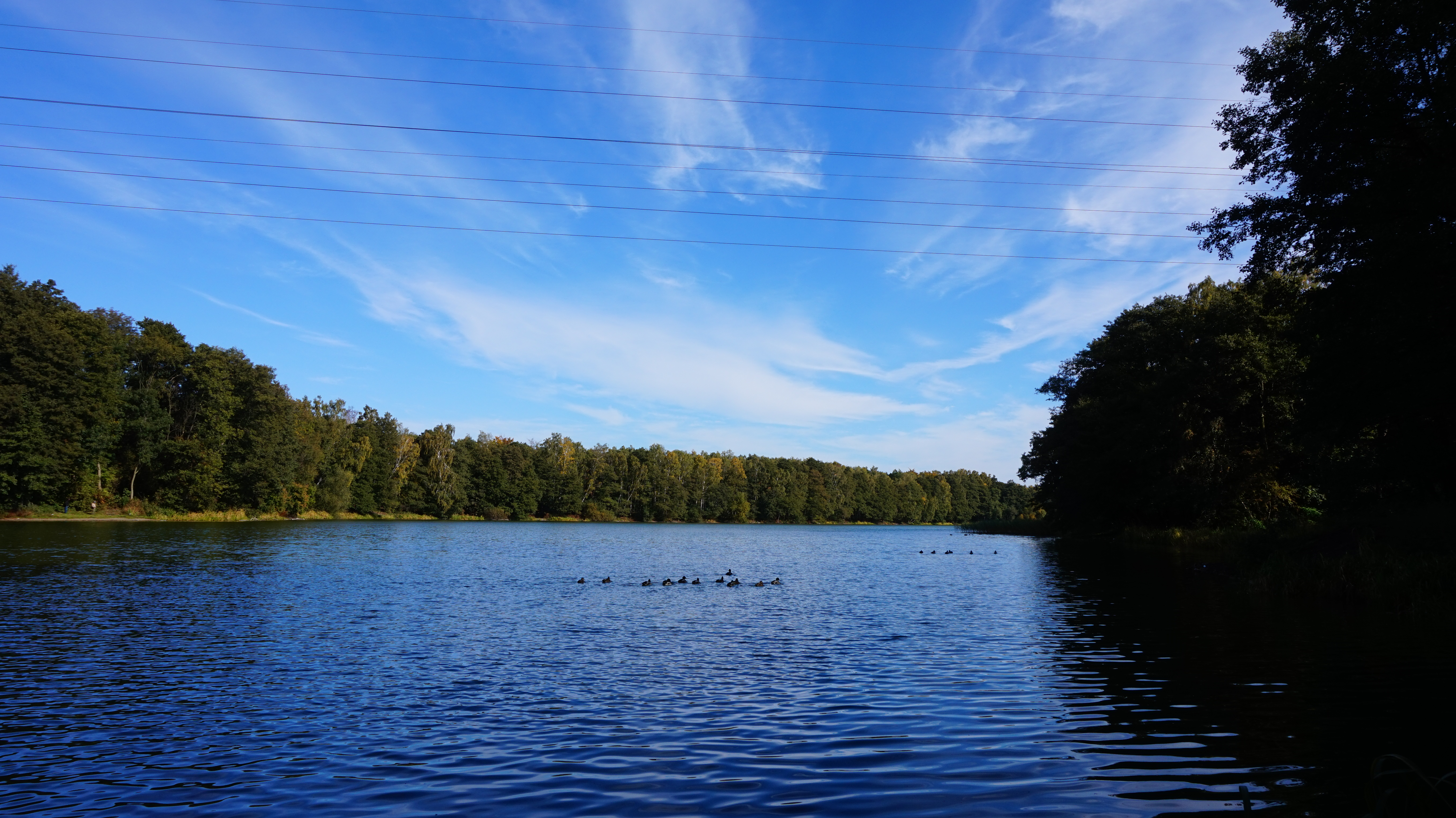
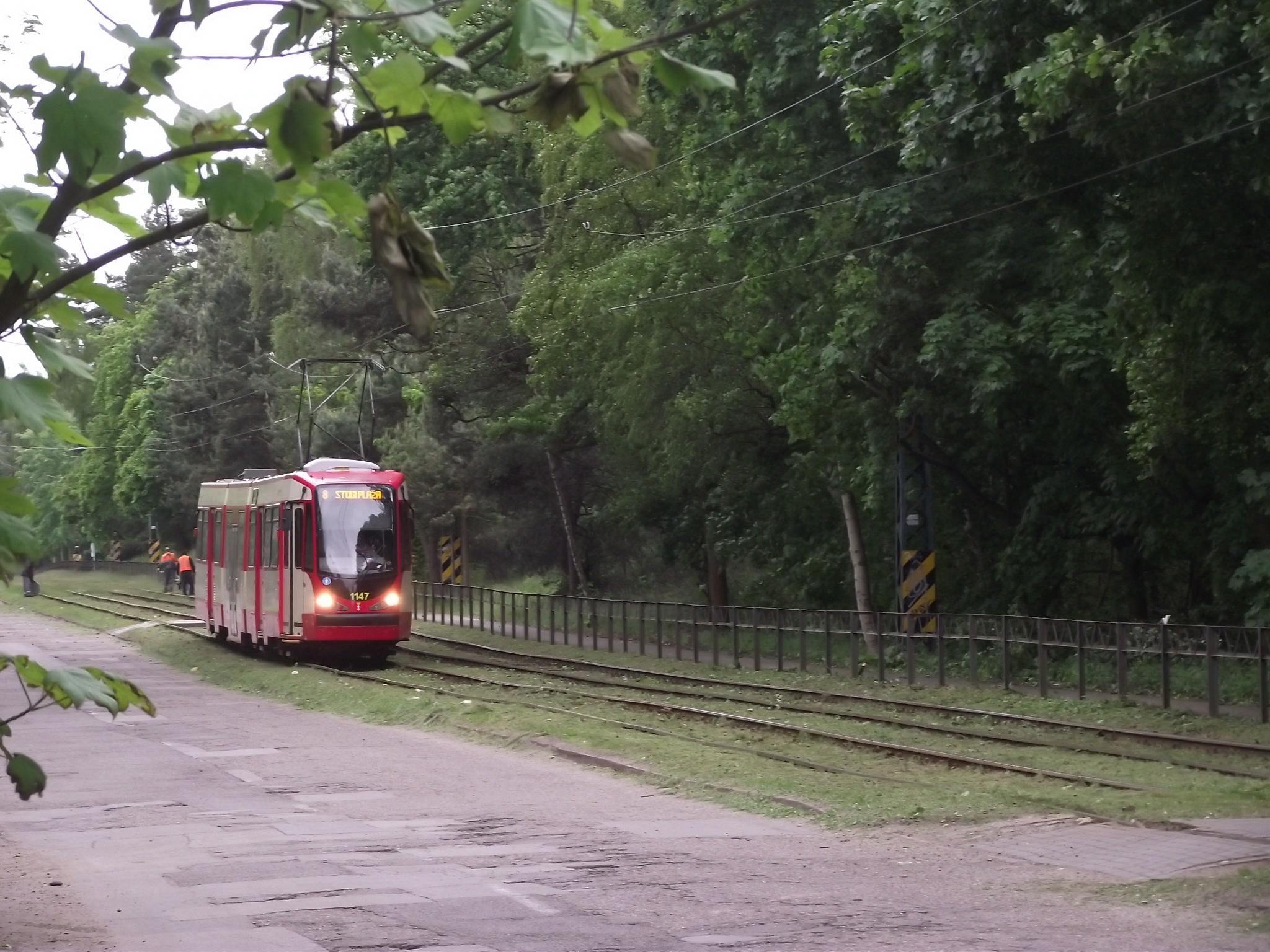
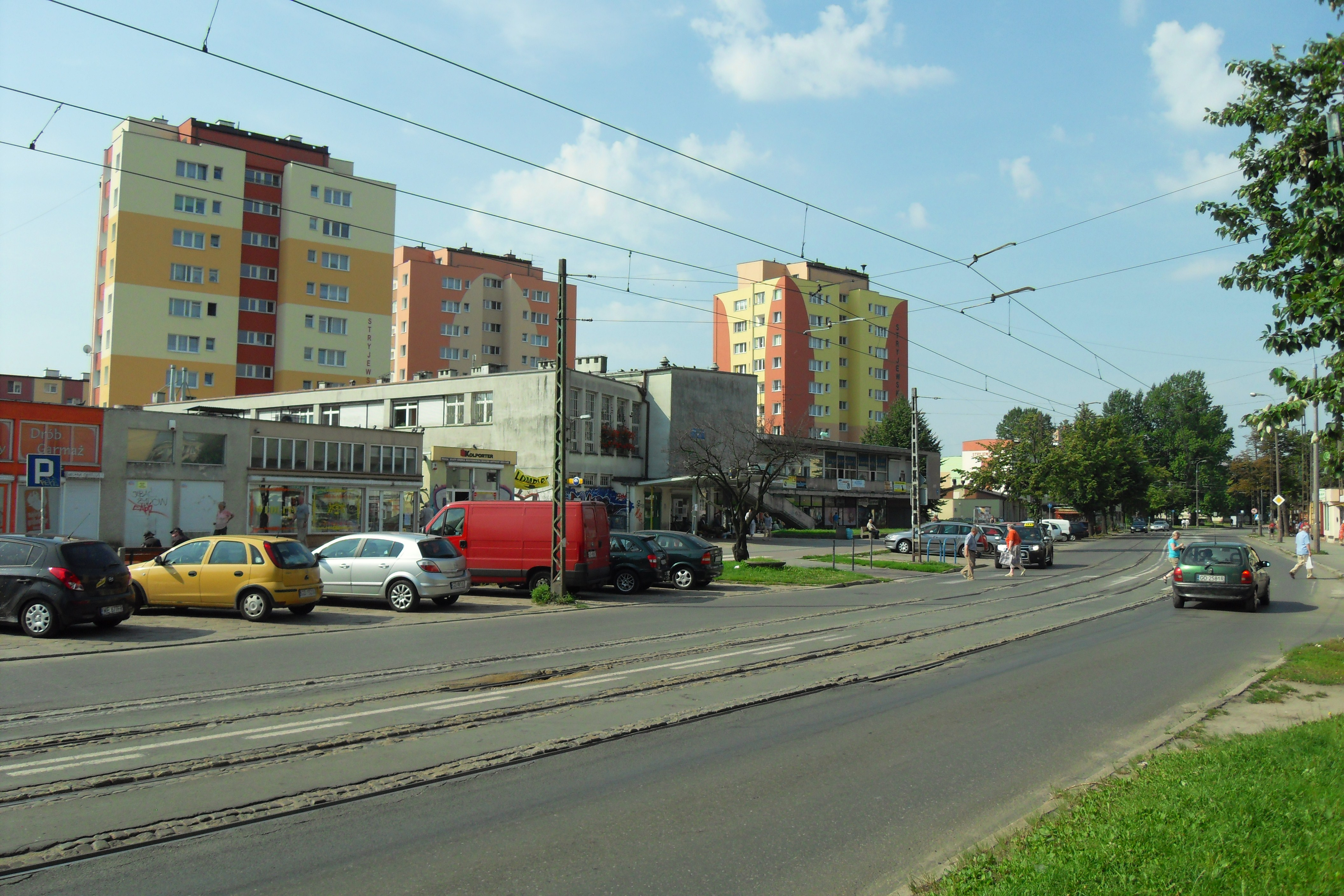
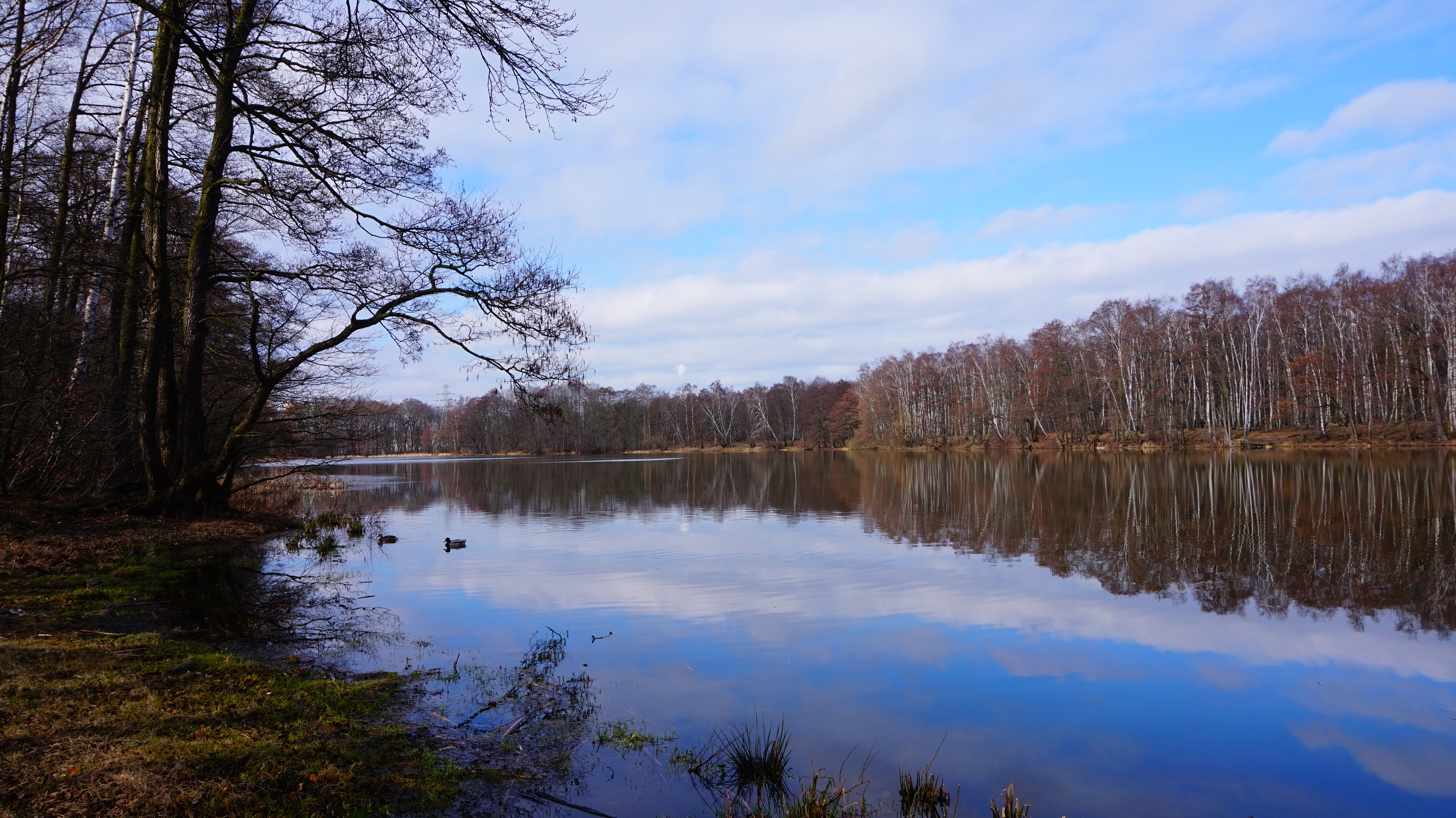
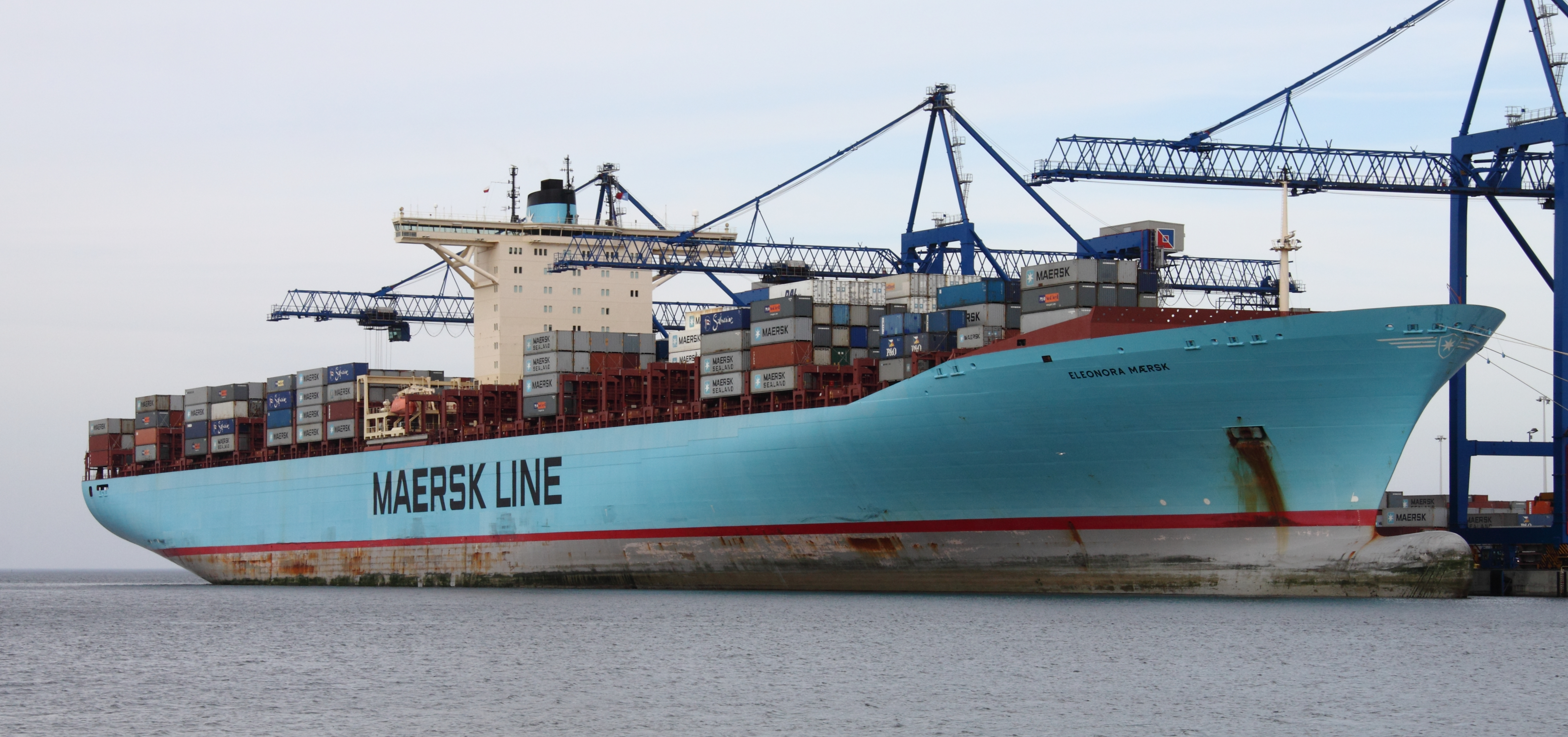